# Příklopka hrtanová

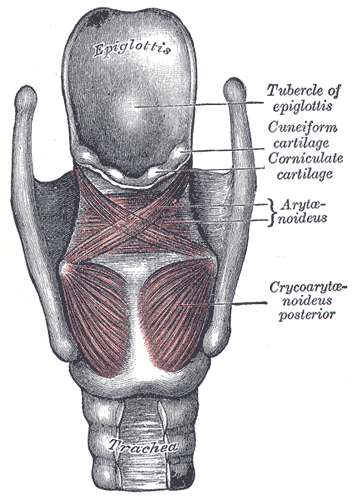
Zadní pohled hrtanu – epiglottis je nejkraniálnější struktura – nahoře

Příklopka hrtanová, latinsky: epiglottis, se nachází v odstupu hrtanu a hltanu. Má tvar protáhlého lístku. Její základ tvoří elastická chrupavka. Připojují se k ní drobné svaly laryngu. K hlavní funkci dochází při polykání, kdy se přikládá na vstup hrtanu, tím jej uzavírá a zabraňuje vdechnutí potravy nebo tekutin do dýchacích cest.

## Anatomie
Části
- lamina epiglottidis
- petiolus epiglottidis (stopka)

Vazy
- ligamentum thyroepiglotticum – připojuje stopku k štítné chrupavce,
- ligamentum hyoepiglotticum – spojuje přední plochu záklopky hrtanové s jazylkou.

## Histologie

### Tunica mucosa

#### Lamina epitelialis
Epiglottis má dva povrchy:
- lingvální – pokrývá jej vrstevnatý dlaždicový epitel bez rohovatění,
- laryngeální – pokrývá jej víceřadý cylindrický epitel s řasinkami.

#### Lamina propria mucosae
Další vrstvou (od chrupavky směrem k povrchu) je lamina propria mucosae, která obsahuje serozní (na pohled tmavší) a mucinózní (světlejší) žlázky.

### Chrupavka
Základem epiglottis je elastická chrupavka obalená perichondriem. Chrupavka obsahuje izogenetické skupiny (skupiny jedné až dvou buněk vzniklé delením jednoho chondrocytu a jsou společně obalené pouzdrem).

## Foniatrie
Souhlásky, které se zde vyslovují, se nazývají epiglotály.

## Zajímavost
Při kouření se s její pomocí tvoří tzv. "kroužky".